# ヨリック・ル・ソー
ヨリック・ル・ソー（Yorick Le Saux、1968年8月10日 - ）は、フランスの撮影監督である。
ヌイイ＝シュル＝セーヌ出身。Fémisを卒業した。『ミラノ、愛に生きる』や『カルロス』などの作品で撮影を手がけている。

## フィルモグラフィー

### 長編映画
- ホームドラマ Sitcom （1998年）
- ビーチ・カフェ Café de la plage （2001年）
- スイミング・プール Swimming Pool （2003年）
- ふたりの5つの分かれ路 5x2 （2004年）
- 情痴 アヴァンチュール Une aventure （2005年）
- レディ アサシン Boarding Gate （2007年）
- ミラノ、愛に生きる Io sono l'amore （2009年）
- しあわせの雨傘 Potiche （2010年）
- カルロス Carlos （2010年）
- キング・オブ・マンハッタン 危険な賭け Arbitrage （2012年）
- オンリー・ラヴァーズ・レフト・アライヴ Only Lovers Left Alive （2013年）
- アクトレス〜女たちの舞台〜 Clouds of Sils Maria （2014年）
- 胸騒ぎのシチリア A Bigger Splash （2015年）
- パーソナル・ショッパー Personal Shopper （2016年）
- 冬時間のパリ Doubles vies （2018年）
- ハイ・ライフ High Life （2018年）
- WASP ネットワーク Wasp Network （2019年）
- ストーリー・オブ・マイライフ/わたしの若草物語 Little Women （2019年）
- ブリッツ ロンドン大空襲 Blitz （2024年）

### 短編映画
- アクション、ヴェリテ Action vérité （1994年）
- 小さな死 La petite mort （1995年）
- サマードレス Une robe d'été （1996年）
- 海をみる Regarde la mer （1997年）
- ベッドタイム・ストーリーズ Scènes de lit （1998年）
- Water （2007年）

## 受賞
- 2011年 - 第8回国際シネフィル協会賞 - 撮影賞（『ミラノ、愛に生きる』）[6]